# Pereje
Pereje es una localidad del municipio leonés de Trabadelo, en la Comunidad Autónoma de Castilla y León. 
La iglesia está dedicada a santa María Magdalena.

## Localidades limítrofes
Confina con las siguientes localidades:
- Al norte con Sotelo.
- Al este con Landoiro.
- Al sureste con Villafranca del Bierzo.
- Al suroeste con Dragonte.
- Al oeste con Parada de Soto.
- Al noroeste con Trabadelo.

## Demografía
Evolución de la población
| Gráfica de evolución demográfica de Pereje entre 2000 y 2017       |
|                                                                    |
| Población de derecho (2000-2017) según el padrón municipal del INE |

## Historia
Así se describe a Pereje en el tomo XII del Diccionario geográfico-estadístico-histórico de España y sus posesiones de Ultramar, obra impulsada por Pascual Madoz a mediados del siglo XIX:

Lugar en la provincia de León (20 leguas), partido judicial de Villafranca del Bierzo (3/4), diócesis de Lugo (14), audiencia territorial y capitanía general de Valladolid (36), ayuntamiento de Trabadelo; Situado en una explanada que forma el canal del Valcarce a la margen izquierda del río de este nombre; su clima es templado; sus enfermedades más comunes fiebres, pulmonías y dolores de costado. Tiene 40 casas; iglesia parroquial (Santa María Magdalena) servida por un cura de ingreso y provisión del diocesano; y buenas aguas potables. Confina con Pradela, Villafranca, Dragonte y Trabadelo. El terreno es de buena calidad y le fertilizan las aguas del mencionado Valcarce. Los montes están poblados de matas bajas de roble, y brezo. Hay sotos de castaños, y canteras de piedra pizarrosa, y prados naturales. Los caminos dirigen a los pueblos limítrofes; recibe la correspondencia de Villafranca. Producciones: granos, frutas, legumbres, patatas, algún vino, hortaliza y pastos; cría ganado vacuno, lanar y cabrío y pesca de truchas. Industria: un molino harinero y fabricación de clavos y herraduras que expenden en los pueblos inmediatos. Población: 40 vecinos, 180 almas. Contribución: con el ayuntamiento.
Diccionario geográfico-estadístico-histórico de España y sus posesiones de Ultramar